# Luis Mena Arroyo

Luis Mena Arroyo (Churintzio, Michoacán, 27 de Abril de 1920 - 3 de Março de 2009) foi um Bispo Auxiliar mexicano da Arquidiocese Católica Romana do México, de 1979 a 1995. Permaneceu como Bispo Auxiliar Emeritus até à sua morte, na Cidade do México.